# Tino Bedin
Tino Bedin (Pianiga, 23 luglio 1945) è un politico e giornalista italiano.

## Biografia
Giornalista, ha scritto per oltre 30 anni sul settimanale diocesano veneto "La Difesa del Popolo", di cui è stato vicedirettore. Attivo politicamente con la Democrazia Cristiana, nel 1990 diventa consigliere comunale a Cadoneghe.
Nel 1994 viene eletto per la prima volta senatore con il Partito Popolare Italiano; è confermato anche alle elezioni del 1996 (venendo eletto con L'Ulivo nel collegio uninominale di Abano Terme con il 36,8%) e poi in quelle del 2001 con La Margherita. Conclude il proprio mandato parlamentare nel 2006.
Nel 2004 viene nominato assessore comunale a Cadoneghe, restando in carica fino al 2009.